# Черногрязка (Урицкий район)
Черногрязка —  деревня в Урицком районе Орловской области России.
Входит в состав Бунинского сельского поселения.

## География
Ближайшие населённые пункты — административный центр сельского поселения Бунино и Терехово.
Имеется одна улица — Черногрязская.